# Sopot (gmina w Bułgarii)
Sopot (bułg. Община Сопот) – gmina w środkowej Bułgarii, w obwodzie Płowdiw.

## Miejscowości
Miejscowości wchodzące w skład gminy Sopot:
- Anewo (bułg. Aнево),
- Sopot (bułg. Сопот) – stolica gminy.